# 34e corps d'armée (Allemagne)
Pour les articles homonymes, voir 34e corps d'armée.
Le 34e corps d'armée (en allemand : XXXIV. Armeekorps z.b.V. ) était un corps d'armée de l'armée de terre allemande, la Heer, au sein de la Wehrmacht pendant la Seconde Guerre mondiale.

## Hiérarchie des unités
| Nom          | Nbre d'hommes       | Unités subalternes                | Grade de commandement                 |
| ------------ | ------------------- | --------------------------------- | ------------------------------------- |
| Heeresgruppe | + 300 000           | 2 à + Armeen (Armées)             | Generaloberst ou Generalfeldmarschall |
| Armee        | + 100 000 - 300 000 | 2 à + Armeekorps (Corps d'armées) | General ou Generaloberst              |
| Armeekorps   | + 30 000 - 80 000   | 2 à + Divisionen (Division)       | Generalleutnant ou General            |
| Division     | + 10 000 – 20 000   | 2 à 6 Brigaden (Brigade)          | Generalmajor ou Generalleutnant       |
| Brigade      | + 3 000 – 5 000     | jusqu'à 3 Regimentern (Régiment)  | Oberst ou Generalmajor                |

## Historique
Le XXXIV. Armeekorps z.b.V. est formé le 13 novembre 1944 dans les Balkans à partir d'éléments du  Kommandanten Kreta.
Il retraite vers le nord de la Yougoslavie et combat près de Srem entre les rivières Drave et Save.
Il se rend aux troupes britanniques en mai 1945.

## Organisation

### Commandants successifs
| Date                               | Grade                  | Commandant               |
| ---------------------------------- | ---------------------- | ------------------------ |
| 13 novembre 1944 - 8 décembre 1944 | General der Infanterie | Friedrich-Wilhelm Müller |
| 8 décembre 1944 - 8 mai 1945       | General der Flieger    | Hellmuth Felmy           |

### Chef des Generalstabes
| Date                             | Grade               | Commandant                   |
| -------------------------------- | ------------------- | ---------------------------- |
| 13 novembre 1944 - Novembre 1944 | Oberst i.G.         | Bernhard von der Chevallerie |
| Novembre 1944 - Décembre 1944    | Oberst i.G.         | Werner Danke                 |
| 1er janvier 1945 - 8 mai 1945    | Oberstleutnant i.G. | Winkelbrandt                 |

### 1. Generalstabsoffizier (Ia)
| Date                               | Grade      | Commandant                  |
| ---------------------------------- | ---------- | --------------------------- |
| 13 novembre 1944 - 30 janvier 1945 | Major i.G. | Gerd Freiherr von Ketelhodt |
| 30 janvier 1945 - 8 mai 1945       | Major i.G. | Retzlaff                    |

## Théâtres d'opérations
- Balkans : Février 1944 - Mai 1945

## Ordre de batailles

### Rattachement d'Armées
| Date     | Armée          | Groupe d'Armées |
| -------- | -------------- | --------------- |
| 1944     |                |                 |
| Décembre | Heeresgruppe E | Heeresgruppe F  |
| 1945     |                |                 |
| Janvier  | Heeresgruppe E | Heeresgruppe F  |
| Avril    | Heeresgruppe E | OB Südost       |

### Unités subordonnées

#### Unités organiques
- Korps-Nachrichten-Abteilung 434

#### Unités rattachées
26 novembre 1944
- 7. SS-Gebirgs-Division "Prinz Eugen"
- 104. Jäger-Division
- 11. Feld-Division (L)

31 décembre 1944
- 7. SS-Gebirgs-Division "Prinz Eugen"
- SS-Regimentsgruppe “Skanderbeg”
- 11. Feld-Division (L) + 117. Jäger-Division
- Kampfgruppe 1. Gebirgs-Division
- 264. Infanterie-Division

26 janvier 1945
- 7. SS-Gebirgs-Division "Prinz Eugen"
- 41. Infanterie-Division
- 117. Jäger-Division
- 11. Feld-Division (L)

1er mars 1945
- 22. Infanterie-Division
- Festungs-Brigade 963
- 7. SS-Gebirgs-Division "Prinz Eugen"
- 41. Infanterie-Division
- 117. Jäger-Division

12 avril 1945
- 7. SS-Gebirgs-Division "Prinz Eugen"
- 22. Volks-Grenadier-Division
- 41. Infanterie-Division
- Festungs-Brigade 967